# Cinca Medio
El Cinca Medio (Cinca Meya en aragonés) es una comarca aragonesa situada en el curso medio del Cinca. Su capital es Monzón.
Limita al noroeste con el Somontano de Barbastro, al este con La Litera y al sur con el Bajo Cinca y los Monegros.
Es una de las comarcas aragonesas con mayor densidad de población, con 41,32 hab/km² (2019). Sus principales fuentes de ingresos son la industria y la agricultura.

## Municipios
Los municipios que engloba son Albalate de Cinca, Alcolea de Cinca, Alfántega, Almunia de San Juan, Binaced, Fonz, Monzón, Pueyo de Santa Cruz y San Miguel del Cinca.

## Historia

### La comarca como institución
La ley de creación de la comarca es la 3/2002 del 25 de marzo de 2002. Se constituyó el 17 de mayo de 2002. Las competencias le fueron traspasadas el 1 de julio de 2002.

## Territorio y población
| Nº | Municipio            | Extensión (km²) | % del total | Habitantes (2012) | % del total | Altitud (metros) | Pedanías                                                  |
| -- | -------------------- | --------------- | ----------- | ----------------- | ----------- | ---------------- | --------------------------------------------------------- |
| 1  | Albalate de Cinca    | 44,2            | 7,7         | 1.251             | 5,2         | 188              |                                                           |
| 2  | Alcolea de Cinca     | 83,2            | 14,4        | 1.141             | 4,7         | 186              |                                                           |
| 3  | Alfántega            | 8,8             | 1,5         | 135               | 0,6         | 240              |                                                           |
| 4  | Almunia de San Juan  | 35,7            | 6,2         | 664               | 2,8         | 349              | Ariéstolas.                                               |
| 5  | Binaced              | 78,5            | 13,6        | 1.498             | 6,2         | 279              | Valcarca.                                                 |
| 6  | Fonz                 | 55,5            | 9,6         | 982               | 4,1         | 471              | Cofita.                                                   |
| 7  | Monzón               | 155,0           | 26,9        | 17.263            | 71,5        | 279              | Conchel, La Estación de Selgua, Poblado Monsanto, Selgua. |
| 8  | Pueyo de Santa Cruz  | 9,3             | 1,6         | 362               | 1,5         | 246              |                                                           |
| 9  | San Miguel del Cinca | 106,5           | 18,5        | 849               | 3,5         | 227              | Estiche de Cinca, Pomar de Cinca, Santalecina.            |
| #  | Cinca Medio          | 576,7           | 100,0       | 24.145            | 100,0       | -                |                                                           |